# Asplenium sublaserpitiifolium
Asplenium sublaserpitiifolium là một loài thực vật có mạch trong họ Aspleniaceae. Loài này được Ching ex Tardieu & Ching miêu tả khoa học đầu tiên năm 1936.